# Чамсулвараєв Чамсулвара Багамедович
Чамсулвара Багамедович Чамсулвараєв (азерб. Chamsulvara Chamsulvarayev, рос. Чамсулвара Багамедович Чамсулвараев; нар. 6 вересня 1984, Махачкала, Дагестанська АРСР — пом. 22 вересня 2016, Мосул, Ірак) — російський і азербайджанський борець вільного стилю, дворазовий призер чемпіонатів світу, чемпіон та триразовий призер чемпіонатів Європи, переможець та призер кубків світу, учасник Олімпійських ігор.

## Біографія
Боротьбою почав займатися з 1999 року. Вихованець СДЮШОР імені Г. Гамідова, м. Махачкала. Тренери: Анвар Магомедгаджієв, Омарасхаб Курамагомедов. Починав виступи за збірну Росії, потім перейшов до збірної Азербайджана. Свій перехід пояснює тим, що в Росії складно потрапити в основну команду, через це не виходить виступати в таких великих турнірах, як чемпіонат світу. В Азербайджані конкуренція менша.
Пішов зі спорту в 2014 році, після чого приєднався до бойовиків Ісламської Держави. За даними спецслужб, Чамсулвараєв займався вербуванням дівчат-смертниць. Був убитий в Іраку в ході авіанальоту неподалік від міста Мосул 29 вересня 2016 року.

## Спортивні результати на міжнародних змаганнях

### Виступи на Олімпіадах
| Змагання                    | Збірна      | Вагова категорія          | Місце |
| --------------------------- | ----------- | ------------------------- | ----- |
| Літні Олімпійські ігри 2008 | Азербайджан | вільна боротьба, до 74 кг | 14    |

### Виступи на Чемпіонатах світу
| Змагання                        | Збірна      | Вагова категорія          | Місце  |
| ------------------------------- | ----------- | ------------------------- | ------ |
| Чемпіонат світу з боротьби 2007 | Азербайджан | вільна боротьба, до 74 кг | Бронза |
| Чемпіонат світу з боротьби 2009 | Азербайджан | вільна боротьба, до 74 кг | Срібло |
| Чемпіонат світу з боротьби 2010 | Азербайджан | вільна боротьба, до 74 кг | 16     |

### Виступи на Чемпіонатах Європи
| Змагання                         | Збірна      | Вагова категорія          | Місце  |
| -------------------------------- | ----------- | ------------------------- | ------ |
| Чемпіонат Європи з боротьби 2007 | Азербайджан | вільна боротьба, до 74 кг | Бронза |
| Чемпіонат Європи з боротьби 2008 | Азербайджан | вільна боротьба, до 74 кг | Бронза |
| Чемпіонат Європи з боротьби 2009 | Азербайджан | вільна боротьба, до 74 кг | Золото |
| Чемпіонат Європи з боротьби 2010 | Азербайджан | вільна боротьба, до 74 кг | Бронза |

### Виступи на Кубках світу
| Змагання                    | Збірна      | Вагова категорія          | Місце  |
| --------------------------- | ----------- | ------------------------- | ------ |
| Кубок світу з боротьби 2009 | Азербайджан | вільна боротьба, до 74 кг | Золото |
| Кубок світу з боротьби 2010 | Азербайджан | вільна боротьба, до 74 кг | Срібло |

### Виступи на інших змаганнях
| Змагання                                | Країна      | Вагова категорія          | Місце  |
| --------------------------------------- | ----------- | ------------------------- | ------ |
| Чемпіонат Росії з боротьби 2005         | Росія       | вільна боротьба, до 74 кг | Бронза |
| Чемпіонат Росії з боротьби 2006         | Росія       | вільна боротьба, до 74 кг | Бронза |
| Золотий Гран-прі з боротьби 2008        | Азербайджан | вільна боротьба, до 74 кг | Золото |
| Гран-прі «Іван Яригін» 2009             | Азербайджан | вільна боротьба, до 74 кг | Бронза |
| Золотий Гран-прі з боротьби 2009        | Азербайджан | вільна боротьба, до 74 кг | Бронза |
| Золотий Гран-прі з боротьби 2010 (Баку) | Азербайджан | вільна боротьба, до 74 кг | Бронза |
| Турнір Яшара Догу 2012                  | Азербайджан | вільна боротьба, до 84 кг | 21     |